# Сестри (фільм, 1938)
Сестри (англ. The Sisters) — чорно-білий американський фільм 1938 року. Режисер: Анатоль Літвак, головні ролі — Бетті Девіс та Еррол Флінн.

## Сюжет
У невеликому американському містечку Сільвер-Таун дочки родини місцевого аптекаря Нед і Роуз Елліот збираються покинути батьківський дім. Старша донька Луїза закохується в спортивного репортера з Сан-Франциско Френка Медліна на балу під час президентських виборів 1804 року, а потім, всупереч волі батьків, таємно одружується і тікає з ним до Сан-Франциско. Гелен одружується з вдівцем-мільйонером Семом Джонсоном, який везе її до Лондона, а Грейс вибирає Тома Кнівела, сина місцевого банкіра.
Луїза одружилася за коханням, але її шлюб не виявився щасливим. Френку важко утвердитися як спортивному журналісту, і коли він втрачає роботу, він випробовує щастя, підписуючи контракт моряка, покидаючи місто, не попрощавшись, на відпливаючому кораблі. Однак він хоче повернутися до дружини після звістки про великий землетрус у Сан-Франциско, але йому не вдається дістатися до берега. Луїза зникла під час землетрусу. Через кілька тижнів її колишній роботодавець Вільям Бенсон зустрічає її в сільській місцевості, він закохується у неї, але Луїза залишається вірною чоловікові.
Через три роки родина знову разом у Сільвер-Тауні. Вони готуються до чергового президентського балу, коли в маленькому містечку несподівано з'являється Френк. Він відмовився від своїх мрій і повертається до Луїзи, яка все ще любить його.

## У ролях
- Еррол Флінн — Френк Медлін
- Бетті Девіс — Луїза Елліотт Медлін
- Аніта Луіз — Гелен Елліот Джонсон
- Джейн Браян — Грейс Елліотт Кнівель
- Ієн Гантер — Вільям Бенсон
- Дональд Крісп — Тім Гейзелтон
- Б'юла Бонді — Роуз Елліотт
- Генрі Треверс — Нед Елліотт
- Алан Гейл — Сем Джонсон
- Дік Форан — Том Кнівель
- Патрік Ноулз — Норман Френч
- Лі Патрік — Флора Гіббон
- Лаура Гоуп Крюс — мати Флори
- Джанет Шоу — Стелла Джонсон
- Гаррі Девенпорт — Док Мур
- Рут Гарленд — Лора Беннетт
- Джон Варбертон — Ентоні Біттік
- Пол Гарві — Калеб Аммон
- Майо Мето — блондинка
- Ірвінг Бекон — Роберт Форбс
- Артур Гойт — Том Селіг